# Francisco Maturana
Francisco Antonio Maturana García (Quibdó, 15 de febrero de 1949) es un odontólogo, exfutbolista y director técnico de fútbol colombiano; también es miembro de la junta directiva del Club Atlético Nacional. Considerado un personaje influyente en la historia del fútbol colombiano.
Con una larga trayectoria como técnico dentro y fuera de Colombia, cuenta entre sus logros el primer título de Copa Libertadores de América con un club colombiano estando al mando de Atlético Nacional en 1989, también la primera Copa América de su selección nacional. Fue parte del Comité Técnico de la FIFA.
Su hermano César Maturana también fue director técnico y futbolista.

## Biografía
Francisco Maturana García nació en Quibdó el 15 de febrero de 1949, pero desde temprana edad su familia se trasladó a vivir a Medellín. Es odontólogo de profesión, egresado de la Universidad de Antioquia.

### Trayectoria como jugador
Como futbolista en los años 1970 y 1980 fue defensor en Atlético Nacional, Atlético Bucaramanga y Deportes Tolima, obteniendo el título de campeón de Fútbol Profesional Colombiano en 1973 y en 1976. Además también como jugador formó parte de la selección colombiana, en la cual sumó 6 partidos internacionales en las eliminatorias al Mundial de fútbol de 1982.

### Inicios como técnico en Once Caldas
En 1986 debutó como técnico profesional de fútbol por motivación de los uruguayos Juan Martín Mugica, Luis Cubilla y Aníbal Ruiz dirigiendo al equipo Once Caldas de Manizales, con el cual logró clasificarse a la ronda final del campeonato. Estuvo al mando del equipo conformado entre otros por James Mina Camacho, Alonso "Pocillo" López, Ricardo "Chicho" Pérez, Rubén Darío Hernández, Janio Cabezas, Manuel Rincón, hermano de Freddy Rincón, Alexis García, Luis Alfonso Fajardo, Wilman Conde, Jaime Arango y Carlos Alberto Peláez. El equipo de Maturana estaba conformado solo de jugadores colombianos, filosofía que condujo después al Atlético Nacional.

### Llegada a Atlético Nacional
Al año siguiente, la junta directiva de Atlético Nacional lo contrató para su proyecto del equipo de los puros criollos, Pacho permaneció al frente del equipo hasta 1990, trayendo desde el Once Caldas a Alexis García, Fajardo, "Chicho" Pérez, Jaime Arango y dirigió además a René Higuita, Nolberto Molina, Andrés Escobar, Luis Carlos Perea, Luis Fernando Herrera, John Jairo Tréllez, Leonel Álvarez, Gildardo Gómez y Albeiro Usuriaga, entre otros, todos figuras del fútbol colombiano.
En la era Maturana, el equipo fue subcampeón de la Categoría Primera A colombiana en 1988 (Millonarios fue el campeón ese año), lo que le valió para que el Nacional clasificara a la edición siguiente de la Copa Libertadores de América de 1989, obteniendo el trofeo por primera vez para un equipo colombiano.

### Llegada a la Selección Colombia
La Federación Colombiana de Fútbol lo contrató para dirigir primero a las divisiones inferiores y luego a la selección nacional en la Copa América 1987, en la cual obtuvo el tercer puesto derrotando a la Argentina campeona del mundo, y que mantuvo la base de un año antes.
El año de 1989 fue uno de los más exitosos en su carrera profesional, ya que dirigiendo al Atlético Nacional ganó la Copa Libertadores en tiros desde el punto penal contra el Club Olimpia de Paraguay, con una destacada actuación del arquero René Higuita. Ese mismo año Maturana siguió al frente de la selección para la Copa América 1989 y las eliminatorias al mundial de fútbol. En la Copa América, Colombia se quedó en primera ronda.  Sin embargo, lograba la clasificación de la selección nacional de Colombia al mundial (el segundo en su historia) después de 28 años de ausencia. Esta se logró ganando el grupo B con el derecho a repechaje ante Israel, a la cual se superó 1-0 en Barranquilla el 15 de octubre de 1989 y un empate sin goles en Tel Aviv el 30 de ese mes significaron el ansiado regreso al Mundial.
En la final de la Copa Intercontinental, el Atlético Nacional enfrentó bajo su dirección al A. C. Milan de Italia dirigido por Arrigo Sacchi en la ciudad de Tokio el 17 de diciembre de 1989, siendo derrotado por un gol de Alberigo Evani, faltando poco tiempo para terminar el tiempo suplementario.

### Clasificación a la Copa Mundial de Fútbol
En el mundial de 1990 logró clasificar a Colombia por primera vez a la segunda ronda del campeonato, obteniendo la primera victoria en un mundial ante la representación de Emiratos Árabes Unidos en primera ronda y forzando a definición en tiempo extra ante Camerún. También se recuerda de ese Mundial el partido que Colombia jugó contra la selección de Alemania Federal, a la postre campeona, partido que terminó 1-1 con gol en el último minuto del centrocampista Freddy Rincón.
A su regreso del mundial incursionó brevemente en la política como miembro de la Asamblea Nacional Constituyente de 1991, cargo que abandonó al ser contratado por el club Real Valladolid de España.

### Títulos y reconocimientos
En 1992 regresó al fútbol de Colombia para dirigir junto a Diego Edison Umaña al América de Cali, con el cual obtuvo el título de campeón profesional de Colombia. Dirigió al equipo conformado por Wilmer Cabrera, Albeiro Usuriaga, Harold Lozano, Freddy Rincón, Leonel Álvarez, Alex Escobar, Antony de Ávila, Bernardo Redín y Jorge Da Silva. Al año siguiente compitió en la Copa Libertadores, fue eliminado en semifinales por la Universidad Católica de Chile.
Al año siguiente también, obtiene el tercer puesto de la Copa América, nuevamente venciendo a la selección local, Ecuador. Colombia se perfilaba para ganar ese campeonato, pero fue derrotada en semifinales por penales por Argentina. Posteriormente se clasificaría por segunda vez consecutiva al Mundial, derrotando en dos ocasiones a la Argentina, la segunda con un resultado de 0-5 en el Estadio Monumental de Buenos Aires y después logrando un invicto internacional de 27 partidos.
Ese mismo año el Diario El País de Uruguay le otorgó a Maturana distinción como el Director Técnico Sudamericano del año y a Colombia la distinción al mejor equipo de fútbol. Adicionalmente el Gobierno de Colombia le confirió el 26 de mayo de 1994 la Cruz de Boyacá en el grado de Gran Caballero.
La selección colombiana en el mundial fue eliminada en primera ronda al ser derrotada por Estados Unidos y Rumania, aunque consiguió un triunfo 2-0 ante Suiza.

### Trayectoria internacional
Posteriormente fue contratado por el club Atlético de Madrid por Jesús Gil. Allí dirigió a José Luis Pérez Caminero, Diego Pablo Simeone, y Adolfo el "Tren" Valencia, sin embargo, la presión de la dirigencia, y del entorno de dirigir un club grande, hace que Maturana tenga una muy pobre campaña y sea retirado del cargo, para ceder el puesto a Jorge D'Alessandro. En 1995 fue contratado por la Federación Ecuatoriana de Fútbol como técnico de la selección nacional, a la cual dirigió en la Copa América 1995 y las eliminatorias al Mundial de fútbol de 1998, siendo el primer técnico colombiano en dirigir una selección extranjera. Al quedar eliminado para el Mundial no se le renovó el contrato para continuar.
A su regreso a Colombia, a comienzos de 1998 dirigió a Millonarios hasta mitad de año, donde pidió 8 refuerzos con nombre propio. A pesar de ello, el equipo se ubica en los últimos puestos del campeonato, lo cual provoca su salida cuatro meses más tarde.
Es contratado en octubre de 1998 como técnico de Costa Rica, cargo que abandonó unos meses más tarde para dirigir a Perú en las eliminatorias del mundial durante el 2000, del cual renunció tras la derrota (1-2) ante Argentina en Lima, aunque contaba con el apoyo de un sector de la dirigencia y del entonces presidente del país, Alberto Fujimori.

### Título en Copa América
En 2001 volvió a la dirección técnica de la selección colombiana, obteniendo el título de la Copa América ante México. En la Selección estuvieron Óscar Córdoba, Iván Ramiro Córdoba, Mario Alberto Yepes, Juan Carlos Ramírez, John Javier Restrepo, Freddy Grisales, Giovanni Hernández y Víctor Aristizábal, goleador de la Copa. Colombia ganó todos los partidos, y no recibió un gol en contra. Maturana continuó a cargo de Colombia para la recta final de las eliminatorias, pero la selección quedó eliminada y no alcanzó el repechaje por diferencia de gol.

### Últimas actividades
En el año 2003 regresó a la Selección Colombia con la cual disputó la Copa FIFA Confederaciones, con la base ganadora de la Copa América 2001, donde jugaron también Andrés Mosquera, Jorge López Caballero, y Jairo Patiño. Colombia quedó cuarta. Disputó la Copa de Oro de la CONCACAF (llegó hasta cuartos de final), y el arranque de las eliminatorias del mundial de fútbol 2006, en las cuales fue retirado de su cargo tras derrotas ante Brasil, Bolivia y Venezuela. Luego, dirigió por una corta temporada el equipo Colón de Argentina logrando otra triste campaña para el Torneo Clausura 2004.
En 2006 le fue ofrecido el cargo de director técnico del Independiente Medellín, el cual rechazó dado que fue invitado nuevamente a ser parte del Grupo de Estudios Técnicos de la FIFA, para la Copa Mundo 2006 dando paso a la contratación de Víctor Luna en el conjunto de Medellín.
En abril de 2007 vuelve al fútbol argentino, para dirigir a Gimnasia y Esgrima La Plata, dejando al equipo en el último lugar. En el mes de agosto de ese mismo año fue apartado por el presidente del club, Juan José Muñoz.
Desde febrero de 2008 hasta abril de 2009 dirigió a Trinidad y Tobago en la ronda hexagonal final de las eliminatorias al Mundial 2010. Sin embargo, no logró la clasificación y el equipo trinitario terminó último en el hexagonal. En el cargo fue sucedido por Russell Latapy, asistente técnico de la selección caribeña. A principios de marzo de 2010 fue contratado como director técnico y de desarrollo de las selecciones nacionales en la Federación Colombiana de Fútbol para diseñar planes futuros en los equipos, siguiendo los lineamientos de la FIFA para las asociaciones. El 4 de diciembre de 2011 fue contratado como director técnico del club árabe Al-Nassr. Se retiró del club árabe en septiembre de 2012 tras obtener el subcampeonato en la Recopa de Arabia Saudita.

### Retorno al Once Caldas
A mediados de mayo de 2017 la nueva administración del Once Caldas encabezada por el presidente Juan Carlos de La Cuesta, expresidente de Atlético Nacional, tuvo en sus filas en contratar al experimentado técnico chocoano como parte del nuevo proyecto administrativo y deportivo del equipo albo de Manizales que estaba en momento de crisis deportiva con el equipo cerca de la zona de descenso y en los últimos puestos de la liga.
Maturana estuvo en conversaciones con los directivos del equipo para confirmar su firma de contrato, aunque al principio no había asistido a la firma del contrato y pidió 20 días de plazo para que pudiera llegar al equipo blanco, ya que también recibió ofertas de otros clubes en el exterior. Al fin y al cabo, el 2 de junio de 2017, Maturana firmó contrato con el Once Caldas, club que lo vio nacer como técnico hace 31 años, y retornará a partir de la siguiente temporada con el equipo albo para sacarlo de la zona de descenso y retornar al protagonismo que el equipo perdió hace tiempo.
El 14 de noviembre de 2017 fue destituido de su cargo tras los malos resultados que afectaron al equipo y luego de cinco meses como timonel del equipo blanco, no lo podría sacar de la mala racha, razón por la cual fue despedido.

### Selección de Venezuela
El 9 de junio de 2019 es contratado por la Federación Venezolana de Fútbol como asesor técnico del entrenador Dudamel, de cara a la Copa América 2019 y las Eliminatorias Catar 2022. Fue su primera experiencia como asistente técnico en selecciones, tras su paso por Colombia, Ecuador, Costa Rica, Perú, Trinidad y Tobago como entrenador. Maturana solo demoró en este cargo un tiempo de casi dos meses, pues se iría a dirigir al equipo boliviano Royal Pari Fútbol Club.

### Royal Pari
Luego de su fugaz paso como asistente técnico de la Selección de Venezuela, sería contratado por el Royal Pari Fútbol Club de la Primera División de Bolivia para reemplazar al peruano Roberto Mosquera Vera que había renunciado por malos resultados. Luego de tres meses en el cargo, fue despedido por malos resultados y no clasificar al equipo cruceño a una copa internacional.

## Participaciones como seleccionador

### Selección Colombia

#### Participaciones en Copas del Mundo
| Mundial                        | Sede           | Resultado        |
| ------------------------------ | -------------- | ---------------- |
| Copa Mundial de Fútbol de 1990 | Italia         | Octavos de final |
| Copa Mundial de Fútbol de 1994 | Estados Unidos | Primera fase     |

#### Participaciones en Eliminatorias al Mundial
| Eliminatorias                 | Resultado |
| ----------------------------- | --------- |
| Eliminatorias Mundial de 1990 | 5° lugar  |
| Eliminatorias Mundial de 1994 | 3° lugar  |
| Eliminatorias Mundial de 2002 | 6° lugar  |
| Eliminatorias Mundial de 2006 | 6° lugar  |

#### Participaciones en Copas América
| Copa              | Sede      | Resultado    |
| ----------------- | --------- | ------------ |
| Copa América 1987 | Argentina | Tercer lugar |
| Copa América 1989 | Brasil    | Primera fase |
| Copa América 1993 | Ecuador   | Tercer lugar |
| Copa América 2001 | Colombia  | Campeón      |

#### Participaciones en Copa Confederaciones
| Copa                      | Sede    | Resultado    |
| ------------------------- | ------- | ------------ |
| Copa Confederaciónes 2003 | Francia | Cuarto lugar |

#### Participaciones en Copa Oro
| Copa                            | Sede           | Resultado        |
| ------------------------------- | -------------- | ---------------- |
| Copa de Oro de la Concacaf 2003 | Estados Unidos | Cuartos de final |

### Selección Ecuador

#### Participaciones en Eliminatorias al Mundial
| Eliminatorias                 | Resultado |
| ----------------------------- | --------- |
| Eliminatorias Mundial de 1998 | 7° lugar  |

#### Participaciones en Copas América
| Copa              | Sede    | Resultado        |
| ----------------- | ------- | ---------------- |
| Copa América 1995 | Uruguay | Primera fase     |
| Copa América 1997 | Bolivia | Cuartos de final |

### Selección Perú

#### Participaciones en Eliminatorias al Mundial
| Eliminatorias                 | Resultado |
| ----------------------------- | --------- |
| Eliminatorias Mundial de 2002 | 8° lugar  |

### Selección Venezuela
- Asistente Técnico de Rafael Dudamel

#### Participaciones en Copas América
| Copa              | Sede   | Resultado        |
| ----------------- | ------ | ---------------- |
| Copa América 2019 | Brasil | Cuartos de final |

## Clubes y estadísticas

### Como jugador

#### Equipos
| Club                 | País                | Año                 | Partidos | Goles |
| -------------------- | ------------------- | ------------------- | -------- | ----- |
| Atlético Nacional    | Colombia            | 1970-1980           | 359      | 15    |
| Atlético Bucaramanga | Colombia            | 1981                | 22       | 0     |
| Deportes Tolima      | Colombia            | 1982-1983           | 32       | 0     |
| Total en su carrera  | Total en su carrera | Total en su carrera | 419      | 15    |

#### Selección
| Selección                | Año                      | Partidos | Goles |
| ------------------------ | ------------------------ | -------- | ----- |
| Colombia Mayores         | 1981                     | 6        | 0     |
| Total                    | Total                    | 6        | 0     |
| Total Selección Colombia | Total Selección Colombia | 6        | 0     |

### Como entrenador
| Club                        | País                     | Año                      | Partidos Dirigidos |
| --------------------------- | ------------------------ | ------------------------ | ------------------ |
| Once Caldas                 | Colombia                 | 1986                     | 18                 |
| Atlético Nacional           | Colombia                 | 1987-1989                | 129                |
| Selección Colombia          | Colombia                 | 1987-1990                | 40                 |
| Real Valladolid             | España                   | 1990-1992                | 72                 |
| América de Cali             | Colombia                 | 1992-1993                | 32                 |
| Selección Colombia          | Colombia                 | 1993-1994                | 35                 |
| Atlético de Madrid          | España                   | 1994                     | 9                  |
| Selección Ecuador           | Ecuador                  | 1995-1997                | 42                 |
| Millonarios                 | Colombia                 | 1998                     | 15                 |
| Selección Costa Rica        | Costa Rica               | 1999                     | 11                 |
| Selección Perú              | Perú                     | 1999-2000                | 14                 |
| Selección Colombia          | Colombia                 | 2001                     | 13                 |
| Al-Hilal                    | Arabia Saudita           | 2002                     | 16                 |
| Selección Colombia          | Colombia                 | 2002-2003                | 18                 |
| Colón                       | Argentina                | 2004                     | 17                 |
| Gimnasia y Esgrima (LP)     | Argentina                | 2007                     | 13                 |
| Selección Trinidad y Tobago | Trinidad y Tobago        | 2008-2009                | 32                 |
| Al-Nassr                    | Arabia Saudita           | 2011-2012                | 26                 |
| Once Caldas                 | Colombia                 | 2017                     | 21                 |
| Royal Pari                  | Bolivia                  | 2019                     | 13                 |
| Total Partidos Dirigidos    | Total Partidos Dirigidos | Total Partidos Dirigidos | 586                |

### Como asistente técnico
| Equipo                             | AT de:         | Periodo            | Periodo              |
| Equipo                             | AT de:         | Desde              | Hasta                |
| ---------------------------------- | -------------- | ------------------ | -------------------- |
| Selección de Venezuela · Venezuela | Rafael Dudamel | 9 de junio de 2019 | 31 de agosto de 2019 |

### Como consejero deportivo
| Equipo                            | Periodo             | Periodo            |
| Equipo                            | Desde               | Hasta              |
| --------------------------------- | ------------------- | ------------------ |
| Independiente Medellín · Colombia | 31 de marzo de 2021 | 8 de junio de 2021 |
| Atlético Nacional · Colombia      | 1 de julio de 2021  | Presente           |

## Palmarés

### Como futbolista
| Título                | Club              | País     | Año  |
| --------------------- | ----------------- | -------- | ---- |
| Campeonato colombiano | Atlético Nacional | Colombia | 1973 |
| Campeonato colombiano | Atlético Nacional | Colombia | 1976 |

### Como técnico

#### Campeonatos nacionales
| Título                 | Club                 | País           | Año     |
| ---------------------- | -------------------- | -------------- | ------- |
| Campeonato colombiano  | América de Cali      | Colombia       | 1992    |
| Liga Profesional Saudí | Al-Hilal Saudi F. C. | Arabia Saudita | 2001-02 |

#### Copas internacionales
| Título            | Club/Selección       | País           | Año  |
| ----------------- | -------------------- | -------------- | ---- |
| Copa Libertadores | Atlético Nacional    | Colombia       | 1989 |
| Copa UNCAF        | Costa Rica           | Costa Rica     | 1999 |
| Copa América      | Colombia             | Colombia       | 2001 |
| Recopa de la AFC  | Al-Hilal Saudi F. C. | Arabia Saudita | 2002 |

## Anexos
- Anexo:Entrenadores de la selección de fútbol de Colombia
- Anexo:Entrenadores del Club Atlético de Madrid
- Anexo:Entrenadores del Atlético Nacional